# Krzysztof Kłak
Krzysztof Józef Kłak (ur. 29 marca 1966 w Przeworsku) – polski polityk, związkowiec i samorządowiec, poseł na Sejm III kadencji.

## Życiorys
Absolwent studiów z zakresu gospodarki żywnościowej w Państwowej Wyższej Szkole Zawodowej w Jarosławiu (2001).
Od 1986 do 1992 pracował w Fabryce Wagonów Gniewczyna w Gniewczynie Łańcuckiej. Był członkiem Komitetu Obywatelskiego „Solidarność”. Od 1990 do 1994 wykonywał mandat radnego Przeworska. W latach 1992–1998 przewodniczył zarządowi Regionu Ziemia Przemyska NSZZ „Solidarność” (przystąpił do związku w 1989). Sprawował mandat posła na Sejm III kadencji wybranego w okręgu przemyskim z listy Akcji Wyborczej Solidarność, w 2001 bezskutecznie ubiegał się o reelekcję. W latach 1990–1992 należał do Porozumienia Centrum, w okresie 1998–2001 do Ruchu Społecznego AWS, a w latach 2002–2003 do Stronnictwa Konserwatywno-Ludowego – Ruch Nowej Polski.
W 2001 został prezesem zarządu Wytwórni Gazów Technicznych Tech-Gaz. W latach 2002–2006 pełnił funkcję radnego sejmiku podkarpackiego II kadencji (wybranego z koalicyjnej listy Podkarpacie Razem), od 2003 był jego przewodniczącym. W 2005 wstąpił do Platformy Obywatelskiej, gdzie zasiadł we władzach wojewódzkich i w radzie krajowej. Z rekomendacji PO kandydował na radnego sejmiku w wyborach samorządowych w 2006, 2010 i 2018, do rady powiatu w 2014 oraz do Sejmu w wyborach parlamentarnych w 2007, 2011, 2015 i 2023.
W 2010 został wicestarostą powiatu przeworskiego. Od 2011 do 2013 pełnił funkcje prezesa zarządu Rzeszowskiej Agencji Rozwoju Regionalnego. Był członkiem kierownictwa przedsiębiorstwa Cargotor. W 2016 wybrany na stanowisko przewodniczącego Platformy Obywatelskiej w województwie podkarpackim. Powołany do zarządu Związku Samorządowych Przewoźników Kolejowych oraz zarządu spółki Szybka Kolej Miejska. Wystartował do Sejmu z listy Koalicji Obywatelskiej w 2019 i 2023. W 2024 uzyskał mandat radnego sejmiku VII kadencji. W tym samym roku powołany na wiceprezesa zarządu przedsiębiorstwa PGE Obrót.

## Życie prywatne
Żonaty z Dorotą, ma córki Paulinę i Zuzannę oraz synów Filipa i Miłosza.